# Silamosik I
Silamosik I is een bestuurslaag in het regentschap Toba Samosir van de provincie Noord-Sumatra, Indonesië. Silamosik I telt 328 inwoners (volkstelling 2010).